# MLS All-Star
A MLS All-Star Game, também conhecida como MLS All-Star, é a chamada "partida das estrelas" da Major League Soccer (MLS), a liga norte-americana de futebol que também é a organizadora do evento.

## História

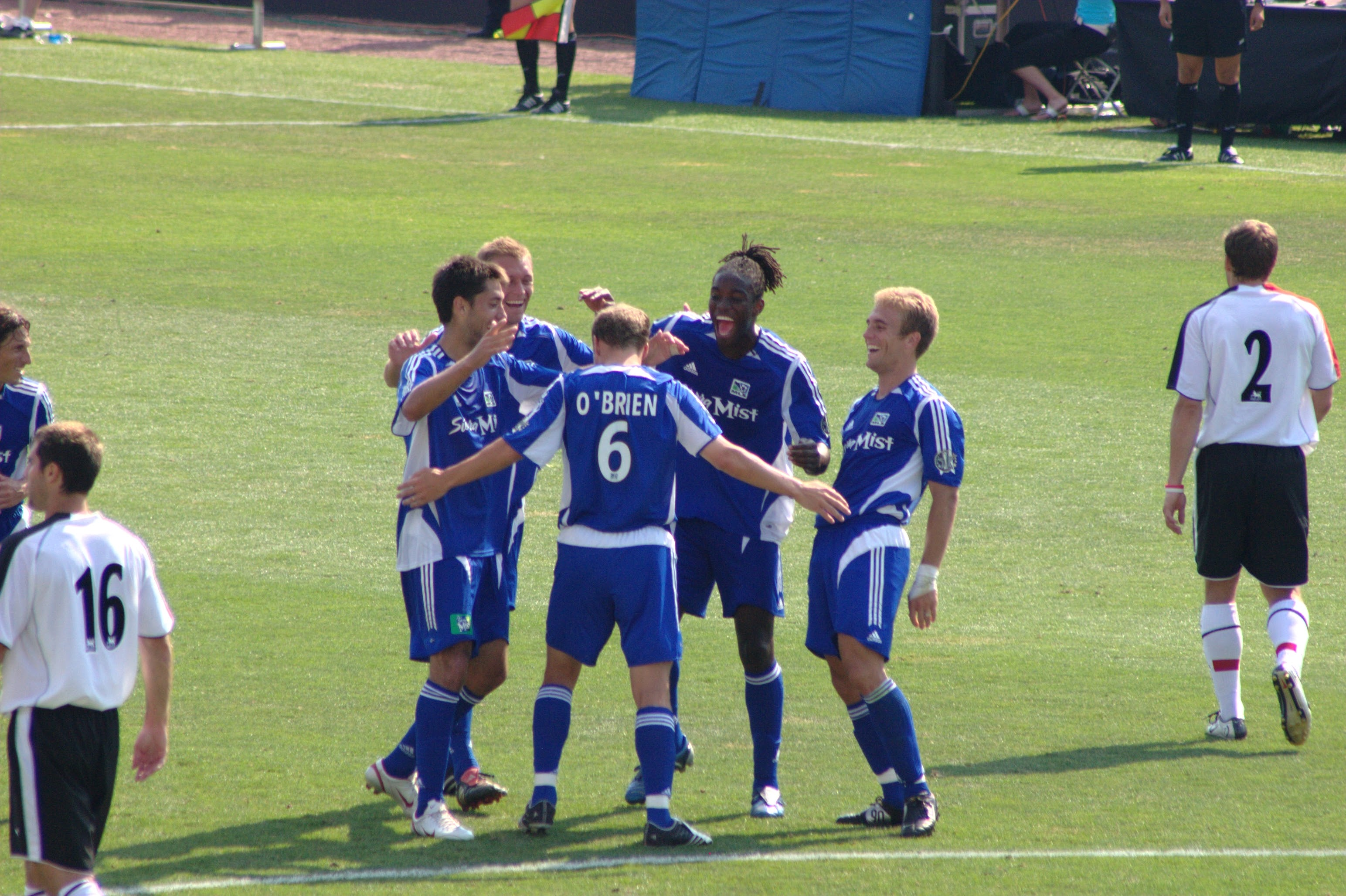
A equipe do MLS All-Stars comemorando um dos gols da vitória de 4x1 contra o Fulham em 2005

Evento que começou a ser disputado em 1996, reúne os principais jogadores da MLS em uma seleção escolhida pela torcida. Este jogo segue o modelo de outras ligas desportivas de prestígio dos EUA como, por exemplo, a NBA, a liga Norte-americana de basquetebol.

### Leste x Oeste e Oeste x Leste
A exemplo do que acontece nas outras ligas norte-americanas, a MLS All-Star era uma partida disputada entre jogadores de equipas da Conferência Leste da MLS contra jogadores de equipas da Conferência Oeste da MLS. A competição foi disputada neste formato em 1996, 1997, 1999, 2000, 2001 e 2004. Foram 4 vitórias da Conferência Leste contra uma vitória da Conferência Oeste e um empate.

### MLS USA x MLS World
Em 1998, foi disputada uma partida entre os jogadores estadunidenses da MLS - chamados de MLS USA - contra os jogadores estrangeiros da liga - chamados de MLS World. Os estadunidenses venceram por 3x2 na única partida disputada nesse formato.

### MLS All-Star x USA
Em 2002, reuniu-se pela primeira vez uma seleção da MLS, a MLS All-Star. O adversário foi justamente a Seleção dos EUA. A MLS All-Star venceu por 3x2. Essa também foi a única partida disputada nesse formato.

### MLS All-Star x equipes internacionais

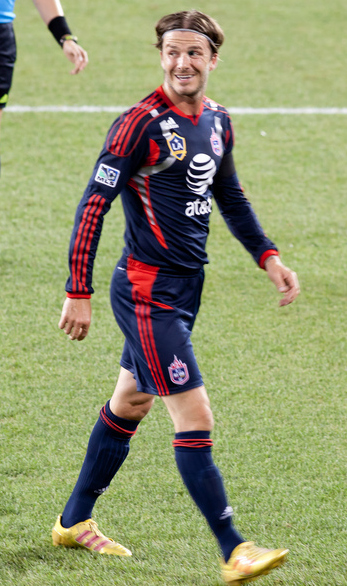
David Beckham atuando pela equipe da MLS All-Stars em 2011

Em 2003, a MLS All-Star reuniu-se novamente, mas desta vez para jogar contra uma equipe internacional. O adversário foi a equipe mexicana Chivas Guadalajara. A MLS All-Star venceu por 3x1. Desde 2005 que a partida é disputada nesse formato. Os outros adversários foram equipes britânicas: Fulham em 2005 (vitória da MLS All-Star por 4x1), Chelsea em 2006 (1x0), Celtic em 2007 (2x0), West Ham em 2008 (3x2), Everton (1x1, com vitória do Everton na decisão por penáltis por 4x3) em 2009, Manchester United em 2010 (2x5, sendo a primeira derrota no tempo normal). Em 2011, o adversário foi novamente o  Manchester United (0x4) sendo a primeira vez que se repete o time convidado. Em 2012, o adversário foi novamente o Chelsea (3x2). Em 2013, foi convidado o clube Roma (1x3), sendo a primeira equipe italiana a disputar o MLS All-Star. Em 2014, o adversário convidado foi o Bayern Munique (2x1), a primeira equipe alemã a disputar a partida. Em 2015, mais uma vez foi convidada uma equipe inglesa, o Tottenham Hotspur (2x1).

### MLS All-Stars vs. Liga MX All-Stars
Em 2021, foi decidido que o jogo ia passar a ocorrer entre a MLS All-Star e a Liga MX All-Star ficando a primeira edição do formato 1x1 vencendo a MLS All-star nos penalties por 3-2.

### MVP
Também seguindo o exemplo das outras ligas, é escolhido o melhor jogador da partida, chamado de Most Valuable Player (ou MVP). Em 1998, venceu o estadunidense Brian McBride; em 1999, o sérvio Preki; em 2000, o futebolista de Mali Mamadou Diallo; em 2002, o boliviano Marco Etcheverry; em 2003, o guatemalteco Carlos Ruíz; em 2004, o hondurenho Amado Guevara; em 2005, o estadunidense Taylor Twellman; em 2006, o canadense Dwayne De Rosario; em 2007, o colombiano Juan Pablo Ángel; em 2008, o mexicano Cuauhtémoc Blanco; em 2009, o estadunidense Tim Howard; em 2010, o italiano Federico Macheda; em 2011, o sul-coreano Park Ji-Sung; em 2012, o estadunidense Chris Pontius; em 2013, o italiano Alessandro Florenzi. Os maiores vencedores desse prêmio, com duas conquistas cada um, são o estadunidense Landon Donovan (2001, 2014) e o colombiano Carlos Valderrama, sendo que este venceu por dois anos seguidos (1996, 1997).

### Show do intervalo

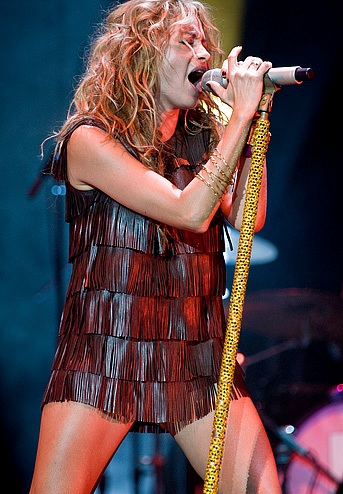
A cantora mexicana Paulina Rubio fez o show do intervalo do MLS All-Star Game de 2002

Desde 2002 (com exceção de 2004 e de 2010 a 2023), artistas convidados fazem um mini-show no intervalo da partida. Os artistas que já se apresentaram no MLS All-Star foram: Paulina Rubio em 2002, Third Eye Blind em 2003, Bowling for Soup em 2005, Lupe Fiasco em 2006, The Academy Is... em 2007, Estelle em 2008, Soulive em 2009.

## Uniformes
| 2018 | 2017 | 2016 | 2015 | 2014 | 2013 | 2012 |

| 2011 | 2010 | 2009 | 2008 | 2007 | 2006 | 2005 |

## Resultados
| Ano  | Equipe local  | Placar        | Equipe visitante   | Local                      | Cidade                  | Público |
| ---- | ------------- | ------------- | ------------------ | -------------------------- | ----------------------- | ------- |
| 1996 | Leste         | 3–2           | Oeste              | Giants Stadium             | East Rutherford, NJ     | 78,416^ |
| 1997 | Leste         | 5–4           | Oeste              | Giants Stadium             | East Rutherford, NJ     | 24,816  |
| 1998 | MLS USA       | 6–1           | MLS World          | Citrus Bowl                | Orlando, Flórida        | 34,416  |
| 1999 | Oeste         | 6–4           | Leste              | Qualcomm Stadium           | San Diego, Califórnia   | 23,227  |
| 2000 | Leste         | 9–4           | Oeste              | Columbus Crew Stadium      | Columbus, Ohio          | 23,495^ |
| 2001 | Oeste         | 6–6           | Leste              | Spartan Stadium            | San José, Califórnia    | 23,512  |
| 2002 | MLS All Stars | 3–2           | Seleção dos EUA    | RFK Stadium                | Washington, D.C.        | 31,096  |
| 2003 | MLS All Stars | 3–1           | Chivas Guadalajara | Home Depot Center          | Carson, Califórnia      | 27,000^ |
| 2004 | Leste         | 3–2           | Oeste              | RFK Stadium                | Washington, D.C.        | 21,378  |
| 2005 | MLS All Stars | 4–1           | Fulham             | Columbus Crew Stadium      | Columbus, Ohio          | 23,309^ |
| 2006 | MLS All Stars | 1–0           | Chelsea            | Toyota Park                | Bridgeview, Illinois    | 21,210^ |
| 2007 | MLS All Stars | 2–0           | Celtic             | Dick's Sporting Goods Park | Commerce City, Colorado | 18,661^ |
| 2008 | MLS All Stars | 3–2           | West Ham           | BMO Field                  | Toronto, Ontario        | 20,844^ |
| 2009 | MLS All Stars | 1–1 (pen 3x4) | Everton            | Rio Tinto Stadium          | Sandy, Utah             | 20.124^ |
| 2010 | MLS All Stars | 2–5           | Manchester United  | Reliant Stadium            | Houston, Texas          | 70.728^ |
| 2011 | MLS All Stars | 0–4           | Manchester United  | Red Bull Arena             | Harrison, Nova Jérsei   | 25.765^ |
| 2012 | MLS All Stars | 3–2           | Chelsea            | PPL Park                   | Chester, Pensilvânia    | 19.236^ |
| 2013 | MLS All Stars | 1–3           | Roma               | Livestrong Sporting Park   | Kansas City, Kansas     | 21.175^ |
| 2014 | MLS All Stars | 2–1           | Bayern Munique     | Providence Park            | Portland, Oregon        | 21.733^ |
| 2015 | MLS All Stars | 2–1           | Tottenham Hotspur  | Dick's Sporting Goods Park | Commerce City, Colorado | 18.671^ |
| 2016 | MLS All Stars | 1–2           | Arsenal            | Avaya Stadium              | San José, Califórnia    | 18.000^ |
| 2017 | MLS All Stars | 1-1 (pen 2x4) | Real Madrid        | Soldier Field              | Chicago, Illinois       | 61.428^ |
| 2018 | MLS All Stars | 1-1 (pen 3x5) | Juventus           | Mercedes-Benz Stadium      | Atlanta, Geórgia        | 72.317  |
| 2019 | MLS All Stars | 3-0           | Atlético de Madrid | Exploria Stadium           | Orlando, Flórida        | 25.527^ |
| 2021 | MLS All Stars | 1-1 (pen 3-2) | Liga MX All Stars  | Banc of California Stadium | Los Angeles, Califórnia | 21.000  |
| 2022 | MLS All Stars | 2-1           | Liga MX All Stars  | Allianz Field              | Saint Paul, Minnesota   | 19.727^ |
| 2023 | MLS All Stars | 0-5           | Arsenal            | Audi Field                 | Washington D. C.        | 20.621^ |
| 2024 | MLS All Stars | -             | a definir          | Lower.com Field            | Columbus, Ohio          |         |

- ^Lotação esgotada

## Resultados por equipe

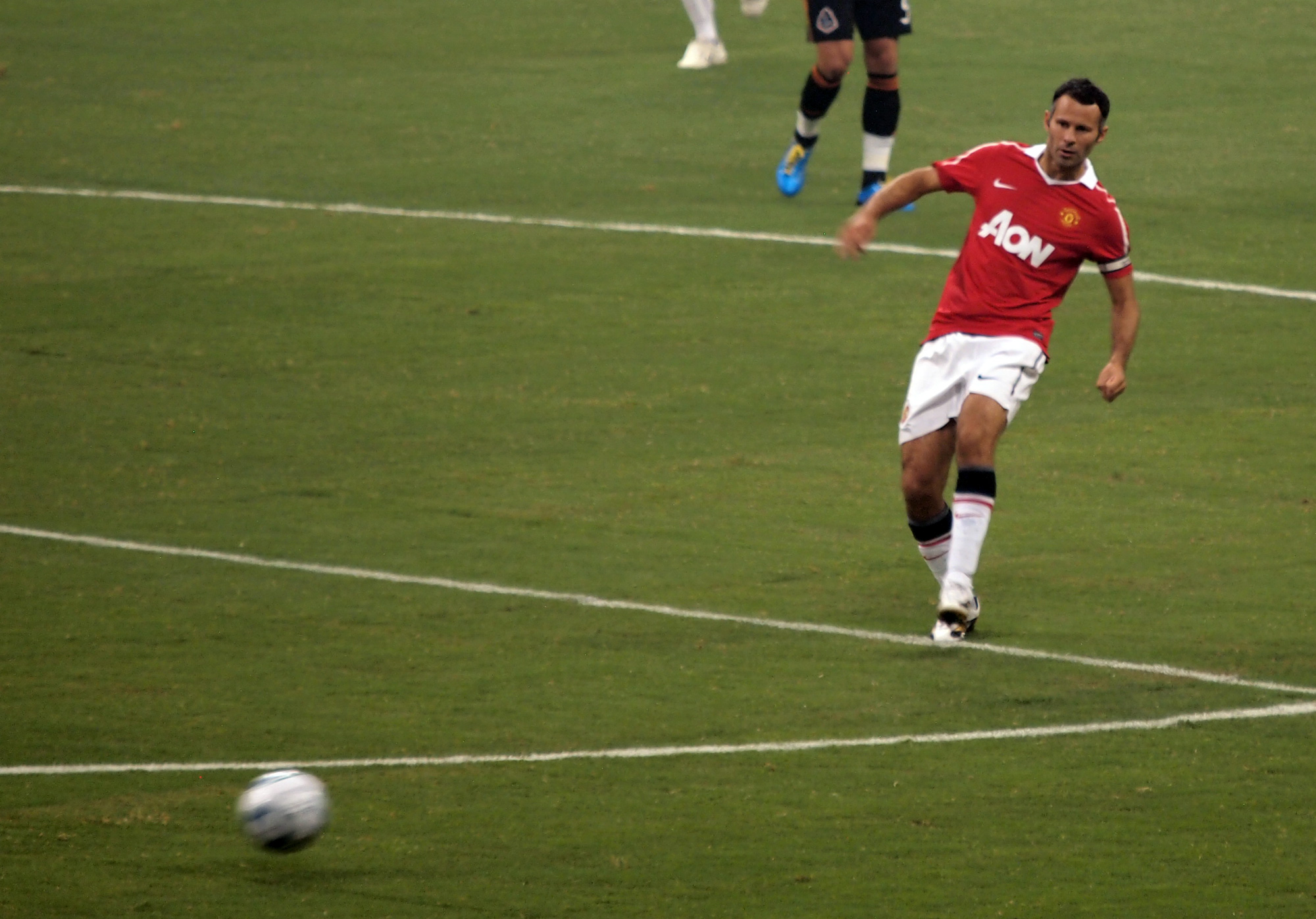
O galês Ryan Giggs atuando pelo Manchester United no MLS All-Star Game de 2010

| Equipe             | Vitórias | Derrotas | Total |
| ------------------ | -------- | -------- | ----- |
| MLS All-Stars      | 11       | 5        | 16    |
| Leste              | 5        | 1        | 6     |
| Oeste              | 2        | 4        | 6     |
| Arsenal            | 2        | —        | 2     |
| Manchester United  | 2        | —        | 2     |
| Everton            | 1        | —        | 1     |
| Roma               | 1        | —        | 1     |
| MLS USA            | 1        | —        | 1     |
| Chelsea            | —        | 2        | 2     |
| FC Bayern München  | —        | 1        | 1     |
| Celtic             | —        | 1        | 1     |
| Fulham             | —        | 1        | 1     |
| Chivas Guadalajara | —        | 1        | 1     |
| MLS World          | —        | 1        | 1     |
| Seleção dos EUA    | —        | 1        | 1     |
| West Ham           | —        | 1        | 1     |
| Tottenham Hotspour | —        | 1        | 1     |
| Liga MX All Stars  | —        | 1        | 1     |

### Vitórias por país
| Equipe     | Vitórias |
| ---------- | -------- |
| EUA        | 17       |
| Canadá     | 9        |
| Inglaterra | 5        |
| Itália     | 1        |
| México     | 0        |
| Alemanha   | 0        |
| Escócia    | 0        |
| Mundo      | 0        |

### Vitórias por continente
| Continente       | Vitórias |
| ---------------- | -------- |
| América do Norte | 17       |
| Europa           | 6        |

## Most Valuable Player - MVP (melhor jogador da partida)
- Carlos Valderrama - 1996
- Carlos Valderrama - 1997
- Brian McBride - 1998
- Preki - 1999
- Mamadou Diallo - 2000
- Landon Donovan - 2001
- Marco Etcheverry - 2002
- Carlos Ruíz - 2003
- Amado Guevara - 2004
- Taylor Twellman - 2005
- Dwayne De Rosario - 2006
- Juan Pablo Ángel - 2007
- Cuauhtémoc Blanco - 2008
- Tim Howard - 2009
- Federico Macheda - 2010
- Park Ji-Sung - 2011
- Chris Pontius - 2012

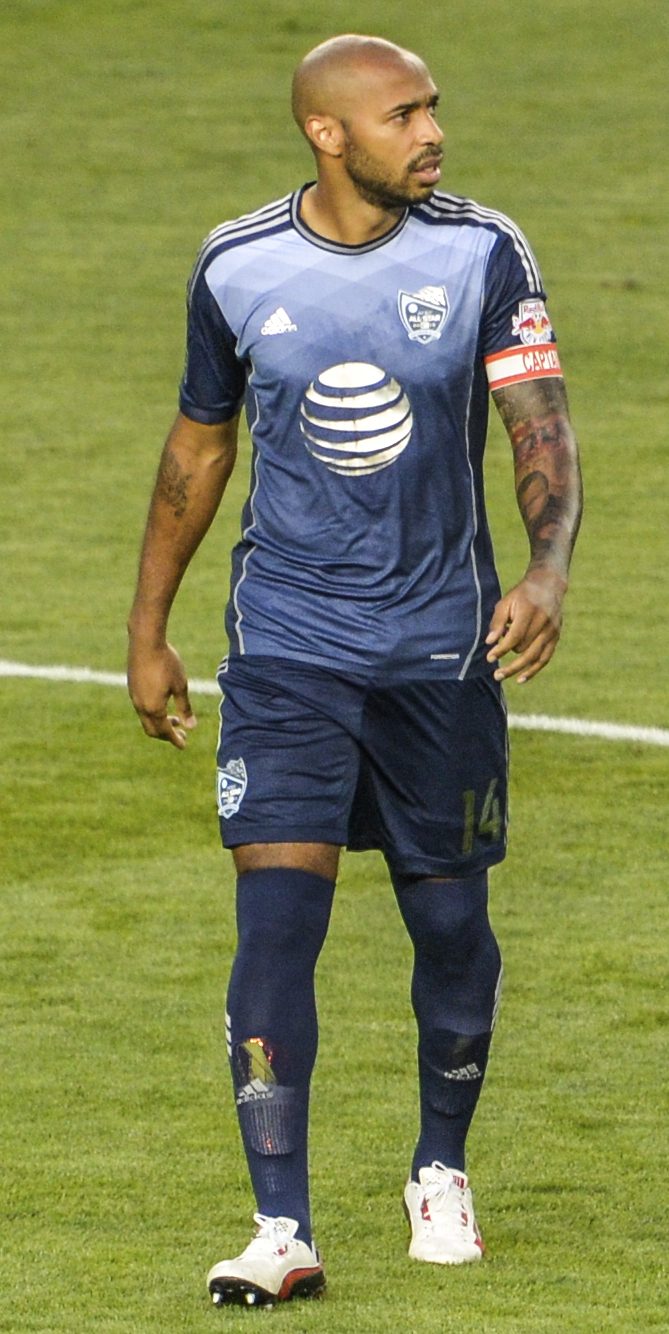
O craque francês Thierry Henry no MLS All-Star de 2013

- Alessandro Florenzi - 2013
- Landon Donovan - 2014
- Kaká - 2015
- Chuba Akpom - 2016
- Borja Mayoral - 2017
- Josef Martínez - 2018
- Marcos Llorente - 2019
- Matt Turner - 2021
- Dayne St. Clair - 2022
- Bukayo Saka - 2023

### Vitórias por jogador
Duas vezes
- Carlos Valderrama - 1996, 1997
- Landon Donovan - 2001, 2014

Uma vez
- Brian McBride - 1998
- Preki - 1999
- Mamadou Diallo - 2000
- Marco Etcheverry - 2002
- Carlos Ruíz - 2003
- Amado Guevara - 2004
- Taylor Twellman - 2005
- Dwayne De Rosario - 2006
- Juan Pablo Ángel - 2007
- Cuauhtémoc Blanco - 2008
- Tim Howard - 2009
- Federico Macheda - 2010
- Park Ji-Sung - 2011
- Chris Pontius - 2012
- Alessandro Florenzi - 2013
- Kaká - 2015
- Chuba Akpom - 2016
- Borja Mayoral - 2017
- Josef Martínez - 2018
- Marcos Llorente - 2019
- Matt Turner - 2021
- Dayne St. Clair - 2022
- Bukayo Saka - 2023

### Vitórias por país
- EUA - 6
- Colômbia - 3
- Canadá - 2
- Espanha - 2
- Inglaterra - 2
- Itália - 2
- Bolívia - 1
- Brasil - 1
- Coreia do Sul - 1
- Guatemala - 1
- Honduras - 1
- Mali - 1
- México - 1
- Sérvia - 1
- Venezuela - 1

### Vitórias por continente
- América do Norte - 9
- Europa - 7
- América do Sul - 6
- América Central - 2
- África - 1
- Ásia - 1

## Show do intervalo
- 1996 a 2001 - não houve
- 2002 - Paulina Rubio
- 2003 - Third Eye Blind
- 2004 - não houve
- 2005 - Bowling for Soup
- 2006 - Lupe Fiasco
- 2007 - The Academy Is...
- 2008 - Estelle
- 2009 - Soulive
- 2010 a 2023 - não houve